# Stubbe – Von Fall zu Fall: Stubbe taucht ab
Stubbe taucht ab ist ein deutscher Fernsehfilm von Peter Kahane aus dem Jahr 1997. Es handelt sich um den achten Filmbeitrag der ZDF-Kriminalfilmreihe Stubbe – Von Fall zu Fall mit Wolfgang Stumph in der Titelrolle.

## Handlung
Kommissar Wilfried Stubbe und sein Kollege Zimmermann müssen den Tod des Werftarbeiters Tilo aufklären, der tot in der Elbe aufgefunden wird. Der Leichnam weist diverse Brand- und Folterspuren auf. Die Ermittlungen führen unweigerlich zu dem gelernten Schlosser Kai, der mit Tilo eng befreundet war. In Kais Wohnung lassen sich Spuren eines Kampfes nachweisen, was ihn in den Kreis der Verdächtigen geraten lässt. Für Zimmermann steht Kai als Täter fest, doch fehlt es an ausreichenden Beweisen. Die Kommissare vermuten, dass Tilo im Rahmen seiner Tätigkeit in der Werft, in Drogengeschäfte verwickelt war, weil Heroin in der Jacke des Opfers gefunden wurde. Um die Zusammenhänge zu ergründen, mögliche Hintermänner und Beweise gegen Kai zu finden, soll Stubbe undercover ermitteln. Als Werftarbeiter getarnt sucht er hier ganz gezielt die Nähe zu Kai, was sich als nicht ganz einfach erweist. Unmissverständlich macht Kai dem „Neuen“ klar, dass er allein arbeiten möchte. Stubbe ist jedoch hartnäckig und allmählich wird Kai zugänglich. Zum Feierabend nimmt dieser seinen Kollegen sogar mit zu seinem Boot, das er von Tilos Großvater bekommen hatte. Seit Monaten werkelt er daran herum, um es wieder seetüchtig zu machen. Bisher hatte ihm Tilo dabei geholfen. Die Hilfe seines neuen Kollegen wäre ihm daher angenehm. Als er Stubbe das Innenleben des Bootes zeigen will, muss er feststellen, dass hier alles durchwühlt wurde. Stubbe vermutet, dass hier Tilos Mörder am Werk waren und wahrscheinlich nach den Drogen gesucht haben, die Tilo vor ihnen versteckt hatte. So lassen sich auch die Folterspuren am Opfer erklären. Da er ihnen das Versteck nicht verraten hat, folterten sie ihn, wobei er dann zu Tode kam. Anhand von Kais Reaktion erkennt Stubbe, das dieser nicht in Tilos Geschäfte eingeweiht ist. Der Kommissar erhofft sich Hinweise von Anne Gehrke, die auch auf der Werft arbeitet und die früher einmal mit Kai zusammen war und auch von seinem Freund viel weiß. Sie gibt ihm den Hinweis auf ein Versteck, wo Tilo mitunter Material versteckt hat, das er von seiner Arbeitsstelle gestohlen hatte, um damit das Boot zu reparieren. Stubbe sieht dort nach und findet tatsächlich eine größere Menge Heroin. Er informiert seinen Kollegen Zimmermann, der noch immer Kai verdächtigt und ihn deshalb observieren lässt. Es gelingt Kai zwar seinen polizeilichen Verfolgern zu entkommen, doch dadurch läuft er ungeschützt den Mördern von Tilo in die Hände. Diese wollen ihr Heroin zurück, von dem sie annehmen, dass Kai weiß, wo sein Freund es versteckt hat. Die zwei Männer kidnappen Kai und in seiner Angst führt er die beiden zu Tilos Versteck. Dort wartet bereits Stubbe, der Kai helfen will, nun aber selbst den Männern in die Fänge gerät. Als Zimmermann mit Verstärkung eintrifft, nehmen die Gangster Stubbe kurzerhand als Geisel und flüchten mit ihm in einem Motorboot. Da er ihnen das Heroin ausgehändigt hatte, werfen sie ihn kurze Zeit später aus dem Boot, sodass er sich an Land retten kann.

## Nebenhandlung
Stubbes Sohn Fabian hat erfolgreich seine Banklehre absolviert, fühlt sich aber schon lange nicht mehr wohl in der von Charlotte geplanten beruflichen Zukunft. Zusammen mit Freunden will er nach Brasilien gehen und nimmt nun von seiner Familie Abschied. Charlotte nimmt das sehr mit und sie macht sich Vorwürfe, den Jungen mit ihrer Aufdringlichkeit vertrieben zu haben. Christiane entdeckt dagegen ihre Chance, das Zimmer ihres Bruders zu übernehmen und endlich mehr Platz zu haben.

## Hintergrund
Der Film wurde in Hamburg und Umgebung gedreht und am 1. November 1997 um 20:15 Uhr im ZDF erstausgestrahlt. Er erschien unter dem Titel Stubbe – Von Fall zu Fall/Folge 1–10 mit neun weiteren Fällen auf DVD. Gegenüber den ersten sieben Folgen wurde erstmals ein neuer Vorspann verwendet. Dabei werden kurze Sequenzen des betreffenden Folge eingebaut.

## Kritik
Für die Kritiker der Fernsehzeitschrift TV Spielfilm bliebe bei Stubbe taucht ab die Spannungskurve „leider stumph“; sie gaben dem achten Stubbe-Fall eine mittlere Wertung, indem sie mit dem Daumen zur Seite zeigten.